# Capohuiza
Capohuiza är en ort i Mexiko.   Den ligger i kommunen Navojoa och delstaten Sonora, i den nordvästra delen av landet, 1 400 km nordväst om huvudstaden Mexico City. Capohuiza ligger 43 meter över havet och antalet invånare är 996.
Terrängen runt Capohuiza är platt. Runt Capohuiza är det ganska glesbefolkat, med 36 invånare per kvadratkilometer. Närmaste större samhälle är Navojoa, 6,9 km söder om Capohuiza. Omgivningarna runt Capohuiza är i huvudsak ett öppet busklandskap.